# Maurício Lima
Maurício Camargo Lima, mais conhecido como Maurício (Campinas, 27 de janeiro de 1968), é um  ex-radialista e ex-jogador de voleibol brasileiro, bicampeão olímpico em Barcelona 92 e Atenas 2004, como levantador da equipe medalha de ouro. Atualmente apresenta o  Vendo no Vôlei  na Rádio Jovem Pan.

## Carreira
Maurício é um dos maiores vencedores do esporte brasileiro, sendo 7 vezes campeão brasileiro e 4 vezes do paulista. Totaliza   21 títulos por clubes,
Mauricio começou sua carreira no Clube Fonte São Paulo em 1984, onde ficou até 1986, em 1987  rumou para Olimpikus onde ficou por uma temporada.

### Banespa
Em meados de 1988 foi contratado pelo Banespa onde ficou até 1993. Com grandes nomes do vôlei nacional como Marcelo Negrão, Tande, Giovane Gávio, Amauri Ribeiro, Montanaro, Xandó e Toaldo conquistaram vários títulos sendo hexacampeão Sulamericano e duas vezes vice-campeão Mundial, em 1991 e 1992, perdendo as decisões para o Mediolanum Milano, em Milão, e Il Messaggero Ravenna, em São Paulo, tricampeão paulista e bicampeão da Copa do Brasil.

### Modena
Em 1993 foi jogar no voleibol italiano, mais precisamente no Daytona Modena onde foi campeão da Copa da Itália ao seu lado estavam jogadores do naipe de Luca Cantagalli, Fabio Vullo, Bas van de Goor e Andrea Giani.

### Olympikus/Telesp
Em 1994 Maurício voltou para casa jogando novamente pela Olympikus/Telesp ao qual desta vez permanece ligado por quatro anos, conquistando mais uma edição da Superliga e seu quinto Campeonato Sul-americano de Clubes.

### Suzano
Na temporada 1998-99 transferiu-se para o União Suzano com quem conquistou o Campeonato Paulista do mesmo ano.

### Minas
Em 2000 chegou no Telemig Celular/Minas onde jogou por quatro anos, conquistando mais três Campeonatos Brasileiros e quatro edições do Campeonato Mineiro. Liderado pelo técnico Cebola o primeiro título veio em cima do Unisul
numa vitória por 3 a 0, onde Giba estava em fase fantástica. Assim Maurício,  Giba, Carlão e André Heller e André Nascimento formaram uma das equipes mais fortes do planeta. O  bicampeonato veio ao vencer a Ulbra, do Rio Grande do Sul, em pleno Gigantinho, em Porto Alegre. Já o tricampeonato veio com vitória sobre o Banespa, de Giovane Gávio, Rodrigão e Serginho, em uma melhor de três partidas.

### Gabeca
Na temporada 2003-04 voltou à Itália, contratado pelo Gabeca.[carece de fontes?]

### Volley Lube
Permaneceu na Itália também para a temporada 2004-05, mudando-se para o Lube com o qual conquistou a Copa CEV em cima do Son Amar Palma Mallorca, da Espanha em jogo duro, onde os italianos começaram perdendo por 2 set's a 0. Contudo, um time que contava com Bernardi, Miljkovic, Mastrangelo e Gerić era muito forte, virando o jogo para 3 a 2.

## Seleção Brasileira
Nenhum jogador na história do vôlei internacional de seleções teve mais recordes do que Maurício. Mais de 200 partidas na Liga Mundial, 555 jogos em 18 anos pela seleção brasileira e quatro vezes eleito o melhor do mundo na sua posição.
Mauricio recebeu 30 títulos pela Seleção Brasileia de Vôlei, 12 prêmios nacionais e internacionais – incluindo de melhor jogador do mundo em 1995, e participou de 38 campeonatos internacionais, incluindo 5 Olimpíadas e 4 Mundiais.

## Participações emOlimpíadas
- 1988 - Jogos Olímpicos de Seul (4º lugar)
- 1992 - Jogos Olímpicos de Barcelona (ouro)
- 1996 - Jogos Olímpicos de Atlanta (5º lugar)
- 2000 - Jogos Olímpicos de Sydney (6º lugar)
- 2004 - Jogos Olímpicos de Atenas (ouro)

## Principais conquistas pela Seleção Brasileira
- 1992 - Ouro nas Olimpíadas de Barcelona
- 1993 - Campeão da Liga Mundial de Voleibol
- 2001 - Campeão da Liga Mundial de Voleibol
- 2002 - Campeão do Mundial de Voleibol
- 2003 - Campeão da Liga Mundial de Voleibol
- 2004 - Campeão da Liga Mundial de Voleibol
- 2004 - Ouro nas Olimpíadas de Atenas

## Principais conquistas de clubes
BANESPA
- Campeonato Brasileiro em 89, 90, 91
- Campeonato Paulista em 89, 90, 91
- Campeão na Copa do Brasil em 90, 91
- Vice-Campeonato Mundial de Clubes 1990 1991
- Campeonato Sul-Americano em 89, 90, 91, 92

MODENA
- Campeão da Copa Itália em 93

OLIMPIKUS
- Campeonato Sul-Americano 1996
- Superliga 1996

SUZANO
- - Campeonato Paulista 1998

MINAS
- Superliga em 2000, 2001, 2002
- Campeonato Mineiro 2000, 2001, 2002, 2003

MACERATA
- Copa CEV 2005

## Honrarias
- Hall da Fama do Voleibol - 2012[11]